# Richard Steifensand
Carl Richard Steifensand (* 12. November 1853 in Berlin; † 3. Mai 1907 in Charlottenburg) war ein deutscher Verwaltungsjurist und Polizeipräsident in Charlottenburg.

## Leben
Richard Steifensand war ein Sohn des Komponisten und Pianisten Wilhelm Steifensand und seiner Ehefrau Dorothea Seyffert. Er besuchte das Friedrich-Werdersche Gymnasium in Berlin und studierte anschließend an der Ruprecht-Karls-Universität Heidelberg Rechtswissenschaft. Im Jahr 1874 wurde er Mitglied des Corps Guestphalia Heidelberg. Ab 1876 war Richard Steifensand Referendar bei den Kreisgerichten in Fürstenwalde, Frankfurt (Oder) und Merseburg, beim Amtsgericht in Frankfurt (Oder) und am Kammergericht in Berlin. Am 5. Dezember 1882 wurde er Gerichtsassessor und am 5. Juli 1884 Regierungsassessor bei der Regierung in Königsberg. Seit 1888 Regierungsrat, wechselte er zum Polizeipräsidium Berlin. Am 16. Juni 1899 wurde er Polizeidirektor und am 1. Februar 1905 Polizeipräsident in Charlottenburg. Er starb im Frühjahr 1907 im Alter von 53 Jahren.

## Ehrungen
1908 wurde die Steifensandstraße in Charlottenburg nach ihm benannt.